# Jüdischer Friedhof (Vorst)

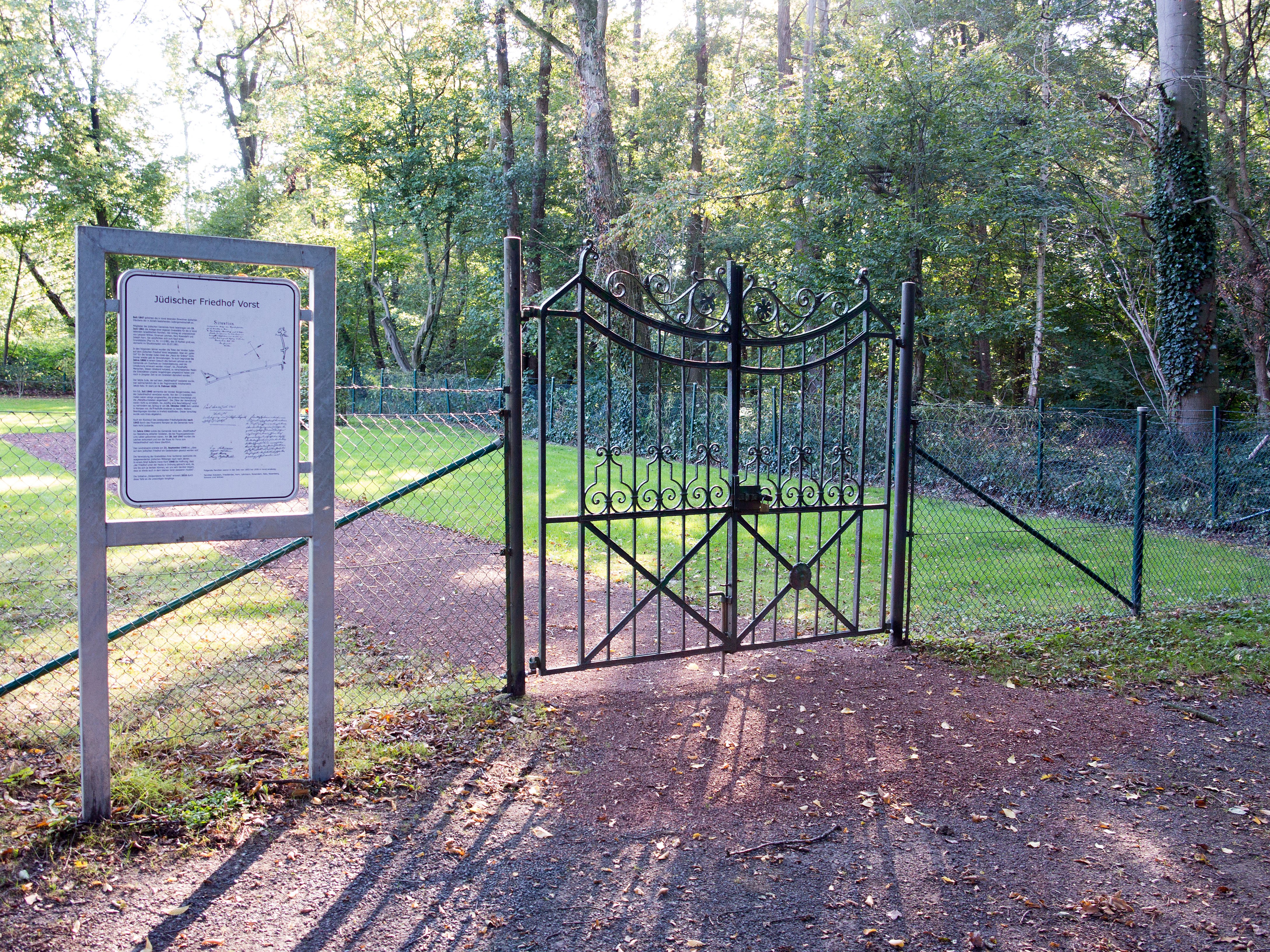
Jüdischer Friedhof Vorst (Oktober 2021)

Der Jüdische Friedhof Vorst liegt im Stadtteil Vorst der Stadt Tönisvorst im nordrhein-westfälischen Kreis Viersen. Auf dem jüdischen Friedhof am Gotthardusweg (früher Am Strombusch) befinden sich keine Grabsteine mehr.

## Geschichte
Vor Anlegung eines eigenen Friedhofs nutzten die Vorster Juden die Begräbnisstätten in Anrath und Kempen. Der Friedhof in Vorst wurde von nach 1861 bis zum Jahr 1938 belegt. Während der NS-Zeit – zu Beginn der 1940er Jahre – wurden Grabsteine eingesammelt, abgeschliffen und für den Neubau der Leichenhalle des Gotthardus-Krankenhauses verwendet.